# زامبی سفید (فیلم)
زامبی سفید (انگلیسی: White Zombie) یک فیلم در ژانر ترسناک به کارگردانی ویکتور هوگو هالپرین محصول ۱۹۳۲ است.